# Ралф Фриман
Сер Ралф Фриман (енгл. Sir Ralph Freeman; Лондон, 27. новембар 1880 — Лондон, 11. март 1950) је енглески инжењер који је пројектовао неколико светски познатих мостова.
Рођен је у Лондону, школовао се на Haberdasher Aske`s школи у Хемпстеду, и Централном техничком колеџу у Кенсингтону где је награђен Сименсовом медаљом. Студирао је у City and Guilds of London институту и 1901. је почео да ради за Даглас Фокс и партнери (Douglas Fox & Partners), консултантску фирму која се специјализовала за пројектовање мостова од челика, где је и сам постао партнер 1912. Изабран је за придруженог члана Удружења грађевинских инжењера 5.2.1907, а за члана 18.12.1917. У фирми је постао сениор партнер 1921, и остао у истој фирми (касније Фриман, Фокс и партнери) до своје смрти.

## Најважнији радови
Под његовим руководством изведени су важни објекти у многим деловима света – Замбези, Аустралија, Родезија. За време Другог светског рата био је одговоран за изградњу фабрике погонског горива, а касније за мост у луци Окланд, Нови Зеланд, и висећи мост на реци Северн. 
Био је председник Института за заваривање, члан Краљевске комисије лепих уметности, члан City and Guilds института, један од првих чланова Краљевског научног колеџа, и члан Америчког удружења грађевинских инжењера. 
Од 1928. до 1936, био је члан Истраживачког комитета за челичне конструкције, британске организације.
Најпознатији мостови које је пројектовао су мост на Викторијиним водопадима (1905), Бирченог мост (1935) преко реке Саве у Зимбабвеу и Сиднејски мост (1932) у Аустралији.
Сиднејски лучни мост је једна од знаменитости Сиднеја. Надимак за мост је „Вешалица за капут“ (“the Coathanger”) због карактеристичног изгледа. Аустралијанци су били разочарани када су сазнали да је Бајоне мост у САД, отворен 1931, 70 цм дужи од њиховог моста. Иако није најдужи, ипак је и даље највећи мост са једним луком изграђеним од челика.
Титула витеза додељена му је 1947. године.
Био је ожењен са Мери Лајнс и имао је три сина и једну ћерку.
Његов син, такође Ралф Фриман, био је исто тако инжењер, сениор партнер у фирми Фриман, Фокс и партнери, и председник Удружења грађевинских инжењера. Пројектовао је висећи мост Humber на реци Хал (Hull), Eнглеска. Његов унук, Ралф Антони Фриман, такође је био грађевински инжењер, који је пројектовао бројне мостове, укључујући Рама IX мост у Банкоку.

## Галерија
Неки од његових најпознатијих мостова.
- Викторијини водопади
- Бирченог мост
- Сиднејски мост
- Мост Чирунду на реци Замбези, између Замбије и Зимбабвеа